# Tonhalle Düsseldorf
De Tonhalle Düsseldorf is een concertzaal in Düsseldorf, gelegen aan het begin van de Rijnoever promenade, net ten noorden van de Altstadt in de wijk Pempelfort. Het werd gebouwd door de architect Wilhelm Kreis. Het huisorkest, de Düsseldorfer Symphoniker, speelt een symfonisch repertoire in de Tonhalle en opera in de Deutsche Oper am Rhein.

## Geschiedenis
Het 31 meter hoge gebouw werd in de periode 1925 / 1926 gebouwd als polyvalente zaal (veelzijdig gebruik) voor de GeSoLei tentoonstelling onder de naam Rheinhalle en was oorspronkelijk zo ontworpen dat het als planetarium kon worden gebruikt. In de jaren '70 (van de 20e eeuw) werd het omgebouwd tot concertzaal.

## Inrichting
De Tonhalle omvat een grote zaal met 1854 zitplaatsen, een kamermuziekzaal met 300 zitplaatsen en een rotonde in de foyer met 200 tot 400 zitplaatsen afhankelijk van het soort evenement. Jaarlijks vinden er zo'n 300 concerten plaats, met gezamenlijk meer dan 300.000 bezoekers.